# Rattana albopilosella
Rattana albopilosella är en stekelart som först beskrevs av Cameron 1911.  Rattana albopilosella ingår i släktet Rattana och familjen bracksteklar. Inga underarter finns listade i Catalogue of Life.